# Charaxes analava
Charaxes analava − gatunek motyla z rodziny rusałkowatych i podrodziny Charaxinae.

## Taksonomia
Gatunek ten opisany został w 1872 roku przez Christophera Warda.

## Opis
Samiec o rozpiętości skrzydeł od 38 lub 43 mm do 45 lub 46 mm. Samica większa, o rozpiętości skrzydeł od 46 do 50 mm. Wierzch ciała kremowy, a spód kremowy lub kremowo-płowożółty. Ubarwienie głowy, kołnierza i przodu śródplecza ochrowo-płowożołóte, rzadziej dymnobrązowe. Czułki zielone z kremowymi łuskami. W części piersiowej płowe lub czarne, ukośne pasy poniżej odnóży. Spody ud oraz boki zapiersia barwy tychże pasów. 
Przednie skrzydła o wierzchołku sierpowatym i tępo zakończonym, zewnętrznej krawędzi wciętej i tępo ząbkowanej, a żyłce kostalnej raczej zakrzywionej. Wierzchnia strona przednich skrzydeł podzielona dwie części: nasadową, trójkątną, ubarwioną kremowo-ochrowo z zielonkawym cieniowaniem ku nasadzie i wyraźnie od niej oddzieloną nieregularną linią, zewnętrzną (dystalną) część czarniawą. W obrębie części czarniawej obecne owalne lub zaokrąglone plamy barwy kremowo-ochrowej do pomarańczowo-ochrowej. Na krawędzi skrzydła, pomiędzy ząbkami obecne jasne, małe znaki międzyżyłkowe. Tylne skrzydła z silnie piłkowanym brzegiem przy końcach żyłek i trzema ogonami (u samca długości kolejno 10, 5 i 8 mm). Wierzchnia strona głównie kremowo-ochrowa. Czarna przepaska zaśrodkowo-krawędziowa ciągnie się od żyłki kubitalnej do trzeciej radialnej, przechodząc dalej w rozproszone czarne łuski, nieco zakrzywione paski przykrawędziowe przy żyłkach od trzeciej radialnej do trzeciej medialnej i dwie kropki przy kątach analnych. Spód skrzydeł o zielonkawych żyłkach i skomplikowanym, "marmurkowym" wzorze.
Dymorfizm płciowy poza rozmiarami ciała przejawia się w kremowych plamkach wierzchu przednich skrzydeł, które u samicy są większe oraz zadyskowych czarnych kropkach na skrzydłach tylnych, które u samicy są silniej zaznaczone i większe.
Klasper podobny jak u Ch. varanes, a lejek penisa krótszy i wierzchołkowo szerszy niż u tego gatunku. Na około 1⅓ mm przed wierzchołkiem penisa obecny pojedynczy ząbek.

## Biologia i występowanie
Roślina żywicielska gąsienicy nieznana.
Gatunek endemiczny dla zalesionych terenów Madagaskaru.